# CARASIL
Per sindrome CARASIL (acronimo derivante dai termini in inglese "cerebral autosomal recessive arteriopathy with subcortical infarcts and leukoencephalopathy") si intende una malattia delle arterie del cervello, che causa la perdita di tessuto nella regione sottocorticale del cervello e la distruzione della mielina nel sistema nervoso centrale. CARASIL è caratterizzato da sintomi come disturbi dell'andatura, perdita di capelli, lombalgia, demenza e ictus. La sindrome è una malattia rara, essendo stata diagnosticata solo in circa 50 pazienti, di cui dieci geneticamente confermati. La maggior parte dei casi è stata segnalata in Giappone, ma è stata diagnostica anche su individui cinesi e caucasici. Si tratta di una sindrome eredetiraia con una dominanza autosomica recessiva. Attualmente non esiste una cura.  Altri nomi per CARASIL includono leucoencefalopatia arteriosclerotica familiare ad esordio in giovane età con alopecia e lombalgia senza ipertensione arteriosa,  malattia di Nemoto e sindrome di Maeda.

## Sintomatologia e decorso
I sintomi possono includere spondilosi deformante, lombalgia (dolore lombare) dovuto a ernie discali, alopecia, spasticità degli arti che porta a disturbi dell'andatura, disartria, incontinenza urinaria, segni pseudobulbulari, arteriosclerosi delle arterie cerebrali, cambiamenti dell'umore, ictus e demenza.
Gli individui affetti possono manifestare spondilosi e alopecia a partire dall'adolescenza, sebbene quest'ultima non sia presente in tutti i pazienti. Altri segni della malattia, in particolare anomalie neurologiche, possono presentarsi tra i 20 e i 40 anni con sintomi che peggiorano nel tempo. Circa il 50% dei pazienti affetti presenta ictus e la maggior parte degli ictus sperimentati dai pazienti sono infarti lacunari. Molti pazienti sperimentano nel tempo una qualche forma di cambiamento dell'umore, disturbi della personalità e / o demenza.

## Cause
La sindrome è causata dalla mutazione del gene HTRA1 che codifica per la proteina HtrA serina peptidasi 1 (HTRA1). HTRA1 si trova sul cromosoma 10 e codifica un enzima che regola la segnalazione da parte della famiglia di proteine TGF-β.  La famiglia delle proteine TGF-β gioca un ruolo importante nelle funzioni cellulari, specialmente nell'angiogenesi. Gli individui con CARASIL hanno mutazioni in HTRA1 che portano a una quantità ridotta di proteina HTRA1 o nessuna proteina HTRA1. Le proteine mutanti non sono in grado di sopprimere l'attività TGF-β. È stato osservato un aumento dell'attività del TGF-β1 nella tonaca media delle piccole arterie colpite.
Essendo una malattia autosomica recessiva, entrambi i genitori devono essere portatori dell'allele affinché la malattia possa essere trasmessa al bambino. Come in altre malattie autosomiche recessive, la probabilità di ricevere un allele recessivo da entrambi i genitori aumenta se i genitori sono strettamente imparentati tra loro (consanguinei).

## Fisiopatologia
La malattia è caratterizzata da danni ai piccoli vasi sanguigni del cervello. Quando i vasi sanguigni nel cervello sono danneggiati, il flusso sanguigno può essere ridotto o interrotto provocando un ictus. Può anche portare a una varietà di sintomi diversi a seconda di quale area del cervello ha perso il suo apporto di sangue. Questo è ciò che causa la spasticità degli arti, il linguaggio confuso, l'incontinenza urinaria e la disartria osservati in alcuni pazienti.
Il danno progressivo e la perdita della materia bianca, o delle aree mielinizzate, nel cervello porta ad alcuni degli altri sintomi neurologici, come l'oblio mentale che progredisce in demenza, cambiamenti dell'umore, confusione e apatia.

## Diagnosi
La sindrome può essere provvisoriamente diagnosticato mediante un'accurata anamnesi, esame dei sintomi, diagnosi differenziali e risonanza magnetica del cervello. I cambiamenti diffusi della sostanza bianca (leucoencefalopatia) e gli infarti lacunari multipli nei gangli della base del talamo sono solitamente fattori determinanti osservati negli individui affetti. Per confermare la diagnosi possono essere utilizzati test genetici.

## Trattamento
Non esiste attualmente alcun trattamento o cura. Molto spesso, si raccomanda una combinazione di cure di supporto e farmaci per prevenire il verificarsi di ictus. La consulenza o altre forme di supporto emotivo possono essere utili sia ai pazienti che ai familiari. Farmaci o terapie possono essere utilizzati per trattare sintomi specifici della malattia. La tizanidina e il baclofene possono essere usati per trattare la spasticità degli arti. Un deambulatore o un bastone possono essere utilizzati per assistere le persone con disturbi dell'andatura. Gli ansiolitici possono essere prescritti per i cambiamenti di umore.

## Prognosi
La prognosi per gli individui con CARASIL prevede un declino neurologico progressivo nel corso di 10-20 anni dall'insorgenza dei sintomi, che alla fine si conclude con la morte. È una malattia degenerativa e la maggior parte dei pazienti vive solo 10 anni dopo l'insorgenza dei sintomi, sebbene alcuni possano vivere per 20-30 anni in più.

## Epidemiologia
Dei circa 50 casi in tutto il mondo, la maggior parte è stata riscontrata in Giappone, con pochi casi in Cina, Spagna, Portogallo e Romania. Sembra colpire i maschi più spesso delle femmine. In Giappone è stato osservato un rapporto di 7,5 maschi su 1 femmina.

## Ricerca
La ricerca consiste principalmente in studi di casi che riportano casi osservati di CARASIL.
Uno studio suggerisce una possibile opzione di trattamento futura basata sull'inibizione della segnalazione del TGF-β da parte di un agonista del recettore dell'angiotensina I. Questo approccio è stato utilizzato nella sindrome di Marfan, la quale comporta anch'essa un'eccessiva segnalazione di TGF-β Questo suggerimento non è stato ancora testato.
Uno studio che esamina le scansioni cerebrali di 7 pazienti affetti dalla sindrome di CARASIL in Giappone ha riscontrato un caratteristico "segno dell'arco" nei casi avanzati. Questo potrebbe essere utilizzato in futuro per determinare quali pazienti dovrebbero essere sottoposti a test genetici.